# Damernas lagtävling i konstsim vid olympiska sommarspelen 2004
Damernas lagtävling i konstsim vid olympiska sommarspelen 2004 i Aten, Kina, avgjordes vid Athens Olympic Aquatic Centre mellan den 26 och 27 augusti 2004. Ryssland vann tävlingen.

## Medaljörer
| Gren | Guld | Silver | Brons |
| Lag  | Ryssland Elena Azarova Olga Brusnikina Anastasia Davydova Anastasia Ermakova Elvira Khasyanova Maria Kiseleva Olga Novokshchenova Anna Shorina | Japan Michiyo Fujimaru Saho Harada Kanako Kitao Emiko Suzuki Miya Tachibana Miho Takeda Juri Tatsumi Yoko Yoneda | USA Alison Bartosik Tamara Crow Erin Dobratz Rebecca Jasontek Anna Kozlova Sara Lowe Lauren McFall Stephanie Nesbitt Kendra Zanotto |

## Resultat

### Tekniskt
Team event free routine  held on August 26 at 19:30 to 20:17.
| Placering | Namn | Nation   | Domare | Domare | Domare | Domare | Domare | Domare | Totalt | 100% poäng |           | Tekniskt | Tekniskt |
| Placering | Namn | Nation   |        | J1     | J2     | J3     | J4     | J5     | Totalt | 100% poäng | 50% poäng | Bakom    |          |
| --------- | --- | -------- | ------ | ------ | ------ | ------ | ------ | ------ | ------ | ---------- | --------- | -------- | -------- |
| 1         | Elena Azarova Olga Brusnikina Anastasia Davydova Anastasija Jermakova Elvira Chasjanova Maria Kiseleva Olga Novoksjtjenova Anna Sjorina   | Ryssland | EX     | 9.9    | 9.9    | 9.9    | 9.8    | 9.9    | 49.500 | 99.333     | 49.667    |          |          |
| 1         | Elena Azarova Olga Brusnikina Anastasia Davydova Anastasija Jermakova Elvira Chasjanova Maria Kiseleva Olga Novoksjtjenova Anna Sjorina   | Ryssland | OI     | 10.0   | 9.9    | 9.8    | 10.0   | 10.0   | 49.833 | 99.333     | 49.667    |          |          |
| 2         | Michiyo Fujimaru Saho Harada Kanako Kitao Emiko Suzuki Miya Tachibana Miho Takeda Juri Tatsumi Yoko Yoneda                                | Japan    | EX     | 9.7    | 9.9    | 9.7    | 9.8    | 9.8    | 48.833 | 98.333     | 49.167    | 0.500    |          |
| 2         | Michiyo Fujimaru Saho Harada Kanako Kitao Emiko Suzuki Miya Tachibana Miho Takeda Juri Tatsumi Yoko Yoneda                                | Japan    | OI     | 9.9    | 9.8    | 9.9    | 9.9    | 9.9    | 49.500 | 98.333     | 49.167    | 0.500    |          |
| 3         | Alison Bartosik Tamara Crow Rebecca Jasontek Anna Kozlova Sara Lowe Lauren McFall Stephanie Nesbitt Kendra Zanotto                        | USA      | EX     | 9.6    | 9.8    | 9.7    | 9.7    | 9.8    | 48.667 | 97.167     | 48.584    | 1.083    |          |
| 3         | Alison Bartosik Tamara Crow Rebecca Jasontek Anna Kozlova Sara Lowe Lauren McFall Stephanie Nesbitt Kendra Zanotto                        | USA      | OI     | 9.7    | 9.7    | 9.7    | 9.6    | 9.8    | 48.500 | 97.167     | 48.584    | 1.083    |          |
| 4         | Raquel Corral Andrea Fuentes Tina Fuentes Gema Mengual Ana Montero Irina Rodríguez Saray Serrano Paola Tirados                            | Spanien  | EX     | 9.5    | 9.7    | 9.6    | 9.6    | 9.6    | 48.000 | 96.333     | 48.167    | 1.500    |          |
| 4         | Raquel Corral Andrea Fuentes Tina Fuentes Gema Mengual Ana Montero Irina Rodríguez Saray Serrano Paola Tirados                            | Spanien  | OI     | 9.6    | 9.6    | 9.7    | 9.7    | 9.7    | 48.333 | 96.333     | 48.167    | 1.500    |          |
| 5         | Erin Chan Jessica Chase Jessika Dubuc Marie-Pierre Gagne Fanny Létourneau Shayna Nackoney Anouk Reniere-Lafreniere Courtenay Stewart      | Kanada   | EX     | 9.5    | 9.6    | 9.5    | 9.4    | 9.5    | 47.500 | 95.167     | 47.584    | 2.083    |          |
| 5         | Erin Chan Jessica Chase Jessika Dubuc Marie-Pierre Gagne Fanny Létourneau Shayna Nackoney Anouk Reniere-Lafreniere Courtenay Stewart      | Kanada   | OI     | 9.5    | 9.5    | 9.6    | 9.5    | 9.6    | 47.667 | 95.167     | 47.584    | 2.083    |          |
| 6         | Chen Yu Gu Beibei He Xiaochu Hou Yingli Hu Ni Li Zhen Wang Na Zhang Xiaohuan                                                              | Kina     | EX     | 9.4    | 9.5    | 9.4    | 9.4    | 9.6    | 47.167 | 94.167     | 47.084    | 2.583    |          |
| 6         | Chen Yu Gu Beibei He Xiaochu Hou Yingli Hu Ni Li Zhen Wang Na Zhang Xiaohuan                                                              | Kina     | OI     | 9.3    | 9.4    | 9.4    | 9.4    | 9.4    | 47.000 | 94.167     | 47.084    | 2.583    |          |
| 7         | Monica Cirulli Costanza Fiorentini Joey Paccagnella Elisa Plaisant Sara Savoia Beatrice Spaziani Lorena Zaffalon Laura Zanazza            | Italien  | EX     | 9.3    | 9.4    | 9.3    | 9.3    | 9.4    | 46.667 | 93.667     | 46.834    | 2.833    |          |
| 7         | Monica Cirulli Costanza Fiorentini Joey Paccagnella Elisa Plaisant Sara Savoia Beatrice Spaziani Lorena Zaffalon Laura Zanazza            | Italien  | OI     | 9.4    | 9.3    | 9.4    | 9.4    | 9.4    | 47.000 | 93.667     | 46.834    | 2.833    |          |
| 8         | Aglaia Anastasiou Maria Christodoulou Eleftheria Ftouli Eleni Georgiou Effrosyni Gouda Apostolia Ioannou Evgenia Koutsoudi Olga Pelekanou | Grekland | EX     | 9.2    | 9.3    | 9.2    | 9.2    | 9.4    | 46.167 | 92.500     | 46.250    | 3.417    |          |
| 8         | Aglaia Anastasiou Maria Christodoulou Eleftheria Ftouli Eleni Georgiou Effrosyni Gouda Apostolia Ioannou Evgenia Koutsoudi Olga Pelekanou | Grekland | OI     | 9.3    | 9.2    | 9.2    | 9.3    | 9.3    | 46.333 | 92.500     | 46.250    | 3.417    |          |

| Domare    | Domare                 | Domare          | Domare                      |
| Utförande | Utförande              | Intryck överlag | Intryck överlag             |
| --------- | ---------------------- | --------------- | --------------------------- |
| Judge 1   | Marina Roschina (RUS)  | Judge 1         | Jenny Gray(GBR)             |
| Judge 2   | Sandra Roberts (CAN)   | Judge 2         | Marie Claude Besancon (FRA) |
| Judge 3   | Svetlana Saidova (UKR) | Judge 3         | Harue Ichihashi (JPN)       |
| Judge 4   | Laila Loutfy (EGY)     | Judge 4         | Ivona Kralikova (CZE)       |
| Judge 5   | Carol Tackett (USA)    | Judge 5         | Ana Maria Lobo (BRA)        |

### Fritt
| 1 | Elena Azarova Olga Brusnikina Anastasia Davydova Anastasija Jermakova Elvira Chasjanova Maria Kiseleva Olga Novoksjtjenova Anna Sjorina   | Ryssland | TM | 9.9  | 10.0 | 9.9  | 10.0 | 9.9  | 49.667 | 99.667 | 49.834 |       | 99.501 |
| 1 | Elena Azarova Olga Brusnikina Anastasia Davydova Anastasija Jermakova Elvira Chasjanova Maria Kiseleva Olga Novoksjtjenova Anna Sjorina   | Ryssland | AI | 10.0 | 10.0 | 10.0 | 10.0 | 10.0 | 50.000 | 99.667 | 49.834 |       | 99.501 |
| 2 | Michiyo Fujimaru Saho Harada Kanako Kitao Emiko Suzuki Miya Tachibana Miho Takeda Juri Tatsumi Yoko Yoneda                                | Japan    | TM | 9.8  | 9.9  | 9.8  | 9.8  | 9.9  | 49.167 | 98.667 | 49.334 | 0.500 | 98.501 |
| 2 | Michiyo Fujimaru Saho Harada Kanako Kitao Emiko Suzuki Miya Tachibana Miho Takeda Juri Tatsumi Yoko Yoneda                                | Japan    | AI | 9.9  | 9.8  | 9.9  | 9.9  | 9.9  | 49.500 | 98.667 | 49.334 | 0.500 | 98.501 |
| 3 | Alison Bartosik Tamara Crow Rebecca Jasontek Anna Kozlova Sara Lowe Lauren McFall Stephanie Nesbitt Kendra Zanotto                        | USA      | TM | 9.8  | 9.7  | 9.7  | 9.6  | 9.7  | 48.500 | 97.667 | 48.834 | 1.000 | 97.418 |
| 3 | Alison Bartosik Tamara Crow Rebecca Jasontek Anna Kozlova Sara Lowe Lauren McFall Stephanie Nesbitt Kendra Zanotto                        | USA      | AI | 9.9  | 9.6  | 9.8  | 9.8  | 9.9  | 49.167 | 97.667 | 48.834 | 1.000 | 97.418 |
| 4 | Raquel Corral Andrea Fuentes Tina Fuentes Gema Mengual Ana Montero Irina Rodríguez Saray Serrano Paola Tirados                            | Spanien  | TM | 9.7  | 9.7  | 9.7  | 9.8  | 9.8  | 48.667 | 97.167 | 48.500 | 1.250 | 96.751 |
| 4 | Raquel Corral Andrea Fuentes Tina Fuentes Gema Mengual Ana Montero Irina Rodríguez Saray Serrano Paola Tirados                            | Spanien  | AI | 9.6  | 9.8  | 9.7  | 9.7  | 9.7  | 48.500 | 97.167 | 48.500 | 1.250 | 96.751 |
| 5 | Erin Chan Jessica Chase Jessika Dubuc Marie-Pierre Gagne Fanny Létourneau Shayna Nackoney Anouk Reniere-Lafreniere Courtenay Stewart      | Kanada   | TM | 9.5  | 9.6  | 9.6  | 9.4  | 9.4  | 47.500 | 95.333 | 47.667 | 2.167 | 95.251 |
| 5 | Erin Chan Jessica Chase Jessika Dubuc Marie-Pierre Gagne Fanny Létourneau Shayna Nackoney Anouk Reniere-Lafreniere Courtenay Stewart      | Kanada   | AI | 9.7  | 9.5  | 9.6  | 9.6  | 9.4  | 47.883 | 95.333 | 47.667 | 2.167 | 95.251 |
| 6 | Chen Yu Gu Beibei He Xiaochu Hou Yingli Hu Ni Li Zhen Wang Na Zhang Xiaohuan                                                              | Kina     | TM | 9.5  | 9.5  | 9.5  | 9.4  | 9.6  | 47.500 | 95.000 | 47.500 | 2.334 | 94.584 |
| 6 | Chen Yu Gu Beibei He Xiaochu Hou Yingli Hu Ni Li Zhen Wang Na Zhang Xiaohuan                                                              | Kina     | AI | 9.5  | 9.3  | 9.7  | 9.5  | 9.5  | 47.500 | 95.000 | 47.500 | 2.334 | 94.584 |
| 7 | Monica Cirulli Costanza Fiorentini Joey Paccagnella Elisa Plaisant Sara Savoia Beatrice Spaziani Lorena Zaffalon Laura Zanazza            | Italien  | TM | 9.4  | 9.4  | 9.4  | 9.5  | 9.5  | 47.167 | 94.500 | 47.250 | 2.584 | 94.084 |
| 7 | Monica Cirulli Costanza Fiorentini Joey Paccagnella Elisa Plaisant Sara Savoia Beatrice Spaziani Lorena Zaffalon Laura Zanazza            | Italien  | AI | 9.6  | 9.4  | 9.5  | 9.5  | 9.4  | 47.333 | 94.500 | 47.250 | 2.584 | 94.084 |
| 8 | Aglaia Anastasiou Maria Christodoulou Eleftheria Ftouli Eleni Georgiou Effrosyni Gouda Apostolia Ioannou Evgenia Koutsoudi Olga Pelekanou | Grekland | TM | 9.2  | 9.3  | 9.3  | 9.3  | 9.3  | 46.500 | 93.000 | 46.500 | 3.334 | 92.750 |
| 8 | Aglaia Anastasiou Maria Christodoulou Eleftheria Ftouli Eleni Georgiou Effrosyni Gouda Apostolia Ioannou Evgenia Koutsoudi Olga Pelekanou | Grekland | AI | 9.4  | 9.2  | 9.4  | 9.2  | 9.3  | 46.500 | 93.000 | 46.500 | 3.334 | 92.750 |

| Domare        | Domare                     | Domare             | Domare                |
| Teknisk merit | Teknisk merit              | Artistiskt intryck | Artistiskt intryck    |
| ------------- | -------------------------- | ------------------ | --------------------- |
| Judge 1       | Ana Maria Lobo (BRA)       | Judge 1            | Carol Tackett (USA)   |
| Judge 2       | Harue Ichihashi (JPN)      | Judge 2            | Inger Lindholm (SWE)  |
| Judge 3       | Christiane Brenner (AUT)   | Judge 3            | Marina Roschina (RUS) |
| Judge 4       | Simonetta Antonaroli (ITA) | Judge 4            | Sandra Roberts (CAN)  |
| Judge 5       | Hortensia Graupera (ESP)   | Judge 5            | Sisto Salera (SUI)    |